# كارل باكنغهام كوفورد
كارل باكنغهام كوفورد (بالإنجليزية: Carl Buckingham Koford)‏ عالم أحياء أمريكي، عرف لبحوثه على كندور كاليفورنيا، درس في جامعة واشنطن، بدأ بحوثه على كندور كاليفورنيا في مارس 1939 لغاية 1941، أكثر من 400 يوما أمضاها مع هذا الطائر.